# Errore (diritto romano)
L'errore nel diritto romano era una divergenza tra manifestazione della volontà e la volontà stessa, tra il voluto e il dichiarato. 

## Classificazione
Prima grande classificazione è quella tra errore vizio ed errore ostativo. Il primo incide a monte sul processo di formazione della volontà: la volontà esiste ma si è formata in virtù di un vizio originario, mentre il secondo può dipendere da una svista, da un fraintendimento, da  ignoranza nel modo di esprimersi e di comportarsi e in esso la volontà è del tutto esclusa.

## La rilevanza dell'errore
Per essere rilevanti ai fini dell'invalidità del negozio, l'errore doveva essere essenziale e scusabile. Essenziale è l'errore che investe il negozio nei suoi aspetti fondamentali. Tra questi i principali sono:
- l’error in negotio, che cade sull'identità del negozio da compiere,
- l’error in substantia che cade sulla composizione materiale dell'oggetto del negozio (scambiare rame per oro),
- l’error in corpore che concerneva l'identità fisica dell'oggetto del negozio,
- l’error in persona che investe l'identità del destinatario o dell'altra parte del negozio.

Irrilevanti erano invece gli error in nomine (nel caso di persona o cosa indicata con nome diverso da quello proprio) ed in qualitate (l'errore che concerne solamente la qualità della cosa). L’error in quantitate o comportava nullità o la validità nei limiti della quantità minore.